# Hipòdrom d'Auteuil
L'hipòdrom d'Auteuil és un recinte esportiu de París que acull curses de cavalls. És considerat l'hipòdrom francès de referència per a les curses d'obstacles. S'estén sobre una superfície de 33 hectàrees i fou inaugurat l'1 de novembre de 1873. El 1924 va ser una de les dues seus de la competició d'hípica dels Jocs Olímpics de París.
Modernitzat diverses vegades, el 1971 es va millorar l'accés quan es van construir dos túnels per als vianants que conduïen a la Porta d'Auteuil i la Porta de Passy. És gestionat per France Galop i acull importants curses com el Prix du Président de la République a l'abril, el Grand Steeple-Chase de París a finals de maig, el Grande Course de Haies d'Auteuil al juny i el Prix La Haye Jousselin a principis de novembre.

Hippodrome d'Auteuil